# Магеру (Мехединци)
Магеру (рум. Magheru) је село у Румунији у округу Мехединци у општини Брезница-Окол. Oпштина се налази на надморској висини од 112 m.

## Становништво
Према попису из 2011. године у селу је живело 1.055 становника што је за 96 (10,01%) више у односу на 2002. када је на попису било 959 становника. Већинско становништво чине Румуни.
| Етнички састав према попису из 2011.‍ | Етнички састав према попису из 2011.‍ | Етнички састав према попису из 2011.‍ | Етнички састав према попису из 2011.‍ | Етнички састав према попису из 2011.‍ |
| ------------------------------------ | ------------------------------------ | ------------------------------------ | ------------------------------------ | ------------------------------------ |
|                                      |                                      |                                      |                                      |                                      |
| Румуни                               | Румуни                               |                                      | 979                                  | 92,80%                               |
| Роми                                 | Роми                                 |                                      | 40                                   | 3,79%                                |
| Срби                                 | Срби                                 |                                      | 1                                    | 0,09%                                |
| Остали                               | Остали                               |                                      | 5                                    | 0,47%                                |
| Непознато                            | Непознато                            |                                      | 30                                   | 2,84%                                |